# Gonzalo de Liaño
Gonzalo de Liaño fue un cortesano y agente español del siglo XVI al servicio de Felipe II de España.

## Biografía
Desde 1571, se encontraba sirviendo dentro del entorno más cercano de Felipe II, quien lo llamaba familiarmente Gonzalillo.Además, también sería llamado: Zalico, Gonzalico o Salico.
Durante la época que estuvieron en España, sirvió también a los archiduques Rodolfo (futuro emperador como Rodolfo II) y Ernesto de Austria, entonces niños.
Hacia 1580 fue enviado a la corte de Francisco I de Médici, gran duque de Toscana. Volvió a Madrid hacia finales de 1582, portando distintas obras de arte para Felipe II y algunos de sus cortesanos. Como consecuencia de este viaje se convertiría en correspondiente de Francisco I de Médici y su esposa, Bianca Cappello, así como del sucesor de Francisco I, Fernando I.
En el otoño 1587 viajó a la corte de Carlos Manuel I, duque de Saboya, en Turín, para visitar a la mujer de este Catalina Micaela, hija de Felipe II.Ese mismo año había sido nombrado portero de cámara por parte del monarca español.Tras visitar Turín, debía de pasar a Florencia a donde nunca llegaría. Debió morir hacia septiembre de 1588, ya que su última carta está fechada en Mantua en ese mes.
Había contraído matrimonio con una mujer desconocida, sobrina de fray Diego Pardo, franciscano.Tuvo al menos un hijo que nació el 15 de agosto de 1586.

### Individuales
1. 1 2  Bouza, Fernando (6 de octubre de 2011). «LXII. San Lorenzo de El Escorial, 17 de agosto de 1587.». Cartas de Felipe II a sus hijas. Ediciones AKAL. ISBN 978-84-460-3287-8. Consultado el 26 de diciembre de 2023.
2. ↑  Tropé, Hélène (2014). «Nains et bouffons à la Cour des Habsbourg d’Espagne aux XVIe et XVIIe siècles». Bulletin hispanique (en francés) (116-1). ISSN 0007-4640. doi:10.4000/bulletinhispanique.2937. Consultado el 26 de diciembre de 2023.
3. 1 2  Baranda Leturio, Nieves (2010). «Las epístolas bufonescas de Gonzalo de Liaño a la Gran Duquesa de Toscana». Nuevos caminos del hispanismo...: actas del XVI Congreso de la Asociación Internacional de Hispanistas. París, del 9 al 13 de julio de 2007,  Vol. 2, 2010 ([CD-ROM]), ISBN 978-84-8489-539-8, pág. 53 (Iberoamericana Vervuert): 53. ISBN 978-84-8489-539-8. Consultado el 26 de diciembre de 2023.